# S-Bahn Zúrich
S-Bahn Zúrich (en alemán: S-Bahn Zürich) es una red de líneas de trenes de cercanías o S-Bahn que prestan servicio en el cantón de Zúrich, extendiéndose en algunos casos hasta cantones cercanos o adentrándose en Alemania, con una población potencial de 1,5 millones de personas en total.
Sus líneas tienen una extensión de 380 kilómetros, contando con un total de 171 estaciones y apeaderos.
Fue inaugurado en mayo de 1990, siendo la primera red S-Bahn que operaba en Suiza, gracias a la colaboración de los SBB-CFF-FFS, diferentes empresas que prestan servicios de transporte regional y el Zürcher Verkehrsverbund (ZVV), entidad que integra a los transportes del cantón de Zúrich.

## Líneas

### Diurnas

Plano de las líneas diurnas de S-Bahn Zúrich

Las líneas diurnas comienzan a funcionar hacia las 5 o 6 de la mañana, finalizando sus servicios a partir de la medianoche y los más tardíos hacia la una de la mañana.
- S 2 Effretikon – Zúrich Aeropuerto – Zúrich HB – Pfäffikon SZ – Ziegelbrücke
- S 3 (Bülach –) Hardbrücke –  Zúrich HB – Stadelhofen – Effretikon – Wetzikon
- S 4 Zúrich HB – Adliswil – Langnau-Gattikon (– Sihlwald)
- S 5 Zug – Affoltern am Albis – Zúrich HB – Uster – Pfäffikon SZ
- S 6 Baden – Regensdorf-Watt – Zúrich HB – Uetikon
- S 7 Winterthur – Kloten – Zúrich HB – Stadelhofen - Meilen – Rapperswil
- S 8 Weinfelden – Winterthur – Wallisellen – Zúrich HB – Thalwil – Pfäffikon SZ
- S 9 Schaffhausen – Rafz – Zúrich HB – Stettbach – Uster
- S 10 Zúrich HB – Triemli – Uitikon Waldegg – Uetliberg
- S 12 Brugg – Altstetten – Zúrich HB – Stadelhofen – Winterthur – Schaffhausen/Wil
- S 13 Wädenswil – Samstagern – Einsiedeln
- S 14 Affoltern am Albis – Altstetten – Zúrich HB – Oerlikon – Wallisellen – Hinwil
- S 15 Rapperswil – Uster – Zúrich HB – Oberglatt – Niederweningen
- S 16 (Thayngen – Winterthur –) Zúrich Aeropuerto – Zúrich HB – Herrliberg-Feldmeilen (– Meilen)
- S 21 (Regensdorf-Watt – Oerlikon – Zúrich HB)
- S 22 Bülach – Schaffhausen – Singen (Hohentwiel)
- S 24 Thayngen – Schaffhausen/Weinfelden – Winterthur – Zúrich Flughafen – Zúrich HB – Thalwil – Horgen Oberdorf – Zug
- S 25 Zúrich HB – Pfäffikon SZ – Ziegelbrücke – Glaris – Schwanden - Linthal
- S 26 Winterthur – Bauma – Rüti ZH
- S 29 Winterthur – Seuzach - Stein am Rhein
- S 30 Winterthur – Frauenfeld – Weinfelden (– Romanshorn – Rorschach)
- S 33 Winterthur – Andelfingen – Schaffhausen
- S 35 Winterthur - Elgg – Wil
- S 40 Rapperswil – Pfäffikon SZ – Samstagern – Einsiedeln
- S 41 Winterthur – Bülach – Bad Zurzach – Waldshut
- S 55 Niederweningen – Oberglatt

### Nocturnas
Desde diciembre de 2002 se han puesto en servicio varias líneas de S-Bahn que operan en horario nocturno, de 1 a 4 de la mañana, las noches de los viernes, sábados y vísperas de festivos para atender la mayor demanda que se produce en esa franja.
- S N Singen (Hohentwiel) - Schaffhausen - Bülach - Winterthur
- S N1 Winterthur – Zúrich HB – Baden – Lenzburg – Aarau }
- S N3 Winterthur – Schaffhausen (– Stein am Rhein)
- S N4 Zúrich HB – Langnau-Gattikon
- S N5 Bülach – Zúrich HB – Uster - Rapperswil – Pfäffikon SZ
- S N1 Winterthur – Zúrich HB – Baden – Lenzburg – Aarau
- S N8 Zúrich HB – Pfäffikon SZ – Lachen
- S N9 Zúrich HB – Affoltern am Albis (– Zug)
- S N18 Zúrich-Stadelhofe – Egg